# Spruijt en Opperman
Spruijt en Opperman is een Nederlands muzikaal cabaretduo, bestaande uit Carlie Spruijt (1993) en Eva Opperman (1993). Het duo bracht reeds drie avondvullende programma's in de Nederlandse theaters en schrijft daarnaast parodieën en Liedjes op Maat.
Sinds 2024 zijn ze op online platformen zoals Instagram en TikTok erg populair met parodieën over actualiteiten en herkenbaarheden. Zo gingen liedjes over de vertragingen bij Transavia, de Achtertuinmini's van de Lidl en dierenrechtenorganisatie Peta viraal. 

## Biografie
In 2014 startte de samenwerking tussen Carlie en Eva, toen nog onder de naam Zij en Ik. In 2015 behaalden zij de halve finale van het Groninger Studenten Cabaret Festival en sloten zij zich aan bij Senf Theaterpartners, waarna zij hun naam veranderden in Spruijt en Opperman.
Sinds 2023 zijn zij aangesloten bij De TheaterVogels. 

## Theaterprogramma's
In 2016 ging het eerste avondvullende cabaretprogramma Zij en Ik in première, waarvan tevens een gelijknamig album werd uitgebracht.
In 2020 ging het tweede avondvullende cabaretprogramma Heimweeën in première.
In 2025 ging het derde avondvullende cabaretprogramma Verzingeving in première, in een uitverkocht Westlandtheater De Naald in Naaldwijk.